# Campeonato Tocantinense 1996
In 1996 werd het vierde Campeonato Tocantinense gespeeld voor clubs uit de Braziliaanse staat Tocantins. De competitie werd georganiseerd door de FTF en werd gespeeld van 24 maart tot 7 juli. Gurupi werd kampioen.

## Eerste toernooi
| Plaats | Club               | Wed. | W | G | V | Saldo | Ptn. |
| ------ | ------------------ | ---- | - | - | - | ----- | ---- |
| 1.     | União Araguainense | 12   | 6 | 5 | 1 | 17:6  | 23   |
| 2.     | Kaburé             | 12   | 5 | 6 | 1 | 14:10 | 21   |
| 3.     | Miracema           | 12   | 5 | 4 | 3 | 16:12 | 19   |
| 4.     | Gurupi             | 12   | 4 | 4 | 4 | 9:8   | 16   |
| 5.     | Interporto         | 11   | 3 | 2 | 6 | 13:24 | 11   |
| 6.     | Intercap           | 12   | 2 | 4 | 6 | 8:14  | 10   |
| 7.     | Tocantinópolis     | 11   | 2 | 3 | 6 | 9:12  | 9    |

|  | Geplaatst voor tweede toernooi |

## Tweede toernooi
| Plaats | Club               | Wed. | W | G | V | Saldo | Ptn. |
| ------ | ------------------ | ---- | - | - | - | ----- | ---- |
| 1.     | Kaburé             | 6    | 4 | 1 | 1 | 10:4  | 13   |
| 2.     | Gurupi             | 6    | 3 | 1 | 2 | 10:4  | 10   |
| 3.     | União Araguainense | 6    | 3 | 0 | 3 | 9:9   | 9    |
| 4.     | Miracema           | 6    | 1 | 0 | 5 | 3:15  | 3    |

|  | Geplaatst voor finale |

### Finale
|              |        |       |        |  |
| 30 juni Heen | Gurupi | 0 – 0 | Kaburé |  |
| 30 juni Heen |        |       |        |  |

|              |               |       |        |  |
| 7 juli Terug | Kaburé        | 0 – 0 | Gurupi |  |
| 7 juli Terug |               |       |        |  |
| 7 juli Terug | Strafschoppen |       |        |  |
| 7 juli Terug | 5 - 6         |       |        |  |

### Kampioen
| Campeonato Tocantinense de 1996 |
| Tocantins                       |
| ------------------------------- |
| GURUPI Kampioen (1° titel)      |